# 小行星1347
小行星1347（1347 Patria）是一颗围绕太阳公转的小行星。1931年11月6日，格利果利·N·諾伊明在克里米亚发现了此天体。
該小行星以祖國的拉丁語命名。
这颗小行星的绝对星等为202.013790493368等。